# 綠源集團
綠源集團控股（開曼）有限公司（港交所：2451），简称綠源集團或绿源电动车，是中华人民共和国的一家电动两轮车制造商，由原宁波大学教师倪捷、胡繼紅夫妇于1997年创立。公司在开曼群岛注册，总部位于浙江省金华市。其在中国内地的主要经营平台为浙江绿源电动车有限公司，于2003年注册成立。
该公司生产的电动自行车产品在中国大陆地区享有一定知名度，是中国电动自行车国家标准的制定者，拥有数百项电动车相关的专利技术。惟截至2021年，其在中国大陆的市场占有率位居第六。

## 历史

### 初创时期
绿源创始人为原宁波大学教师倪捷、胡繼紅夫妇，下海之前倪捷教工商和经济，胡继红教数学。1989年，倪捷被邀请到叔叔厂里帮忙检查线路、排除故障，带领一班高中毕业的员工整顿生产工艺。1990年代初，倪捷和胡继红双双离开宁波大学，进入车间，倪捷最初任车间主任，后任厂长、研究所所长，在6年时间内对工程技术领域进行了研究。1996年，倪捷在金华市金信科技风险投资管理公司担任总经理，当时他看到北京有色金属研究院的一项新技术——将动力电池装载在三轮车上。倪捷对此感兴趣后，他便投资了一个电动车项目，胡继红担任项目组长。当年秋天，倪捷在金华婺州公园骑着他研制的电动自行车出行，公开资料显示该车是历经3个月的日夜研究及失败后研制成功的。
1997年7月，倪捷和胡继红注册成立金华市绿源电动车有限公司，他们分别担任董事长兼总经理和总工程师，并生产出第一批电动自行车。倪捷也将自己生产的电动车推到公园门口向民众宣传。然而电动自行车在当时属于新事物，不受道路交通条例规管，故当时骑行电动车属于“违法行为”。1997年8月，倪捷到江苏无锡参加电动车行业的第一次全国性研讨会。倪捷在会上说，推动电动车合法化是全行业的当务之急，形容“基于绿色能源的绿色交通必然能够穿越体制的迷雾，迎来晴朗的天空”。在倪捷的牵头努力下，电动车在浙江当地引起社会关注，获得了省领导的支持。1998年，浙江省公安厅出台全国第一个对电动车按非机动车管理的省级规范性文件，同时将绿源纳入目录，自此绿源电动车在浙江当地被赋予了合法地位。同年，倪捷还以专家的身份参与了首个国家级电动车标准的制定，同时承办了“电动自行车国家标准”的定稿会议，促使中国大陆加速电动自行车合法化。
由于当时蓄电池技术的不成熟，绿源生产的电动自行车电池使用寿命较短，大量消费者将有质量问题的电动车电池退回厂家。1999年，绿源基本处于停滞状态，遣散了一半的员工。而电池的问题也让绿源和供应商对簿公堂。为此，倪捷前往蓄电池国家中心和协会的专家，考察了部分蓄电池厂家的技术人员，对蓄电池的技术性能等问题进行了研究。最终发现是电机的问题，倪捷团队为此研制6X电机以解决问题。

### 发展
2001年，绿源推出“THD9”型，被内部冠名为“发财车”。该车型为绿源实现了10万元的盈利。
2002年起，创始人倪捷开始为实现电动自行车合法化，多次在公众场合发言，先后叫板北京市专家、状告福州工商局、出席海南听证会。随后几年，倪捷又相继在其他城市呼吁，发表了数篇长达10万余字的文献，为电动车在安全、环保和节能方面正名。倪捷被电动自行车业界誉为“行业斗士”。
2003年，倪捷和胡继红透过金华绿源与独立第三人叶忠保成立了浙江绿源电动车有限公司，作为绿源集团在中国内地的主要经营平台。后来通过股权增资和股权收购，倪捷和胡继红在2008年拿到了浙江绿源100%的股权，并将金华绿源的业务转移至浙江绿源。
2009年2月，绿源在开曼群岛、英属维尔京群岛和香港注册离岸公司，当时以“新能源國際”的名义注册。2011年3月，新能源國際更名为绿源集团。
2011年6月，巴哈马籍人士DavidR.Dingman通过全资持有Shipston，以606.72万美元的价格从股权激励平台BestExpand接手80股绿源集团股份成为其股东，这是绿源集团首次引入外部投资者，也是唯一外部投资者。
2015年3月27日，绿源集团董事长倪捷、总经理胡继红以及皇马体育部副主席布特拉格诺正式宣布，绿源与皇家马德里足球俱乐部合作，成为其2015年度的赞助商，绿源也因此成为首个签约皇家马德里足球俱乐部的中国企业。该公司亦与哆啦A梦、Hello Kitty合作推出联名产品。
2015年10月17日，绿源电动车宣布启用全新标志，新标志使用盾牌元素，寓意安全；并对外宣布启用产品战略定位：安全的电动车。
2018年，绿源启动“核心技术战略”，对刹车、轮胎等易损件，控制器、充电器等核心部件，以及整车精工车架、防盗螺丝等，进行技术升级。2021年，绿源团队研制出液冷电机、SOC智能续航系统、风冷控制器等多项核心技术，液冷电动车也推入市场，具有长续航、长寿命两大特点，液冷电机使用10年也可保持运行稳定，电机效能可保持在90%以上。故此，在2022年，绿源宣布提出“一部车骑10年”的质量定位。
2022年11月22日，绿源集团向香港交易所递交招股书。根据招股说明书，公司IPO募集所得资金净额将主要用于研发工作以保持技术优势；加强销售和分销渠道，用于品牌和营销活动以提升品牌知名度；加强产能，主要涉及建设新的生产设施以及升级生产设备和机器；以及用作营运资金和其他一般企业用途。2023年10月12日，绿源在港交所主板挂牌上市。

## 业务与产品
绿源集团生产的产品涵盖电动自行车、电动轻便摩托车、电动摩托车三大品类，在售车型有約90款，共推出了S系列、Moda系列、极影系列、INNO系列、Coco系列、COLA系列、LIVA系列、卡乐系列。而近年推出的车型也实现了智能化，包括NFC解鎖、藍牙通訊、定位、車輛分享及其他智能化功能，主要通过“绿源”应用程序实现。截至2022年6月30日，绿源共有75款在產智能車型及22款在研智能車型。

### 技术研发
绿源于2001年首次申请国家专利技术。截至2021年底，绿源集团在中國持有282項專利，其中42項為發明專利，178項為實用新型專利，62項為外觀設計專利，是中國擁有發明專利數目最多的電動兩輪車生產商。截至2022年6月30日，公司研发团队共有329人。公司主要的研发技术包括液冷電機技術（拥有26项相关专利，可延长电动车使用寿命和续航）、鉛酸蓄電池SOC智能續航管理技術、安全剎車系統（首批采用陶瓷剎車蹄塊，2021年推出柔性防滑剎車）、石墨烯增程鋼絲輪胎等。
虽然公司重视技术研发，但近年来绿源集团的研发费率呈下降趋势。2019至2022年上半年，绿源的研发成本分别为6940万元、8352.1万元、9582.6万元及4484.2万元，占总收入的比例别为2.8%、3.5%、2.8%、2.2%，呈现逐年下降趋势，且研发费率低于主要竞争对手雅迪和新日。

### 生产及销售

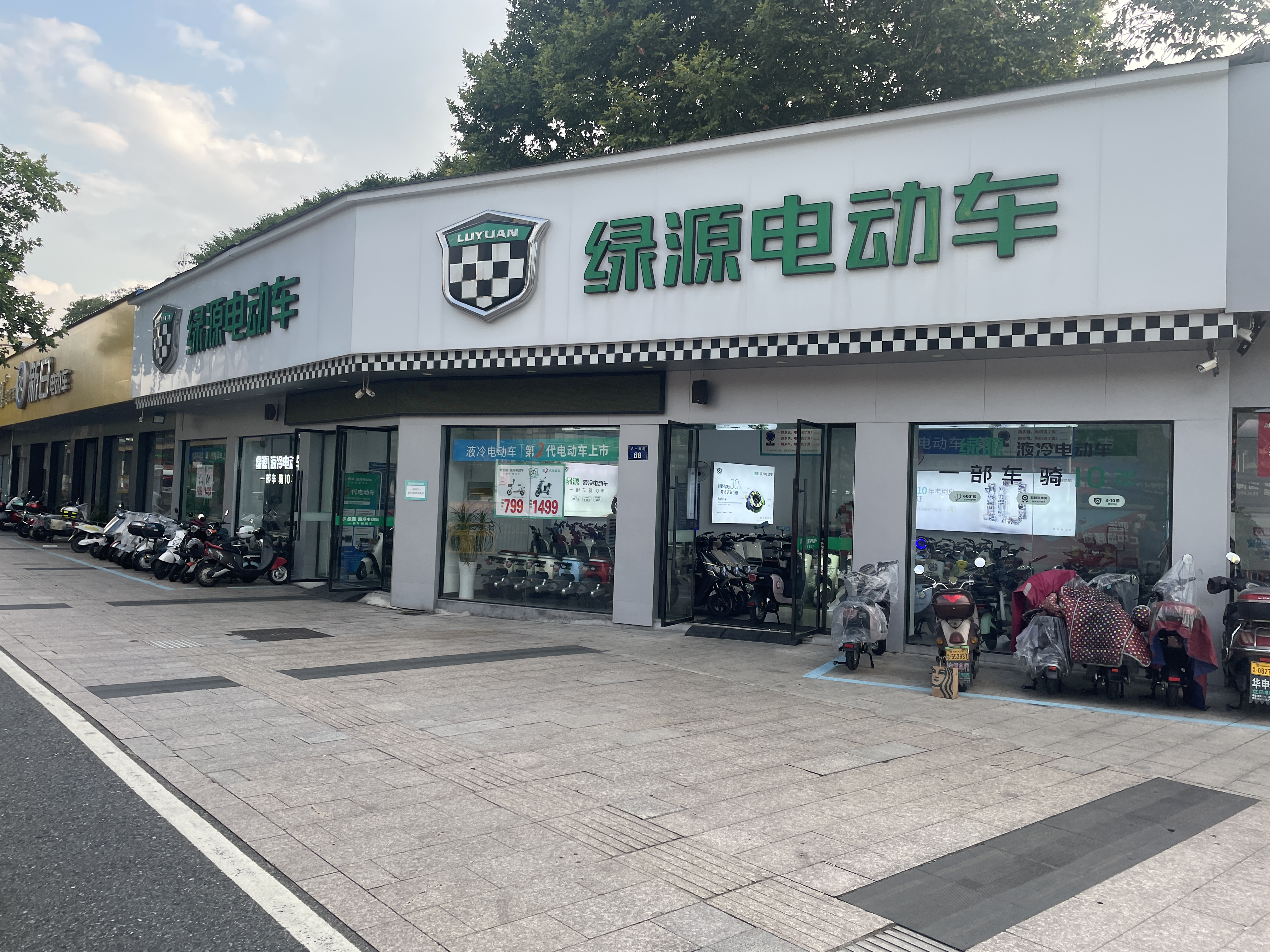
浙江省金华市八一南街门店

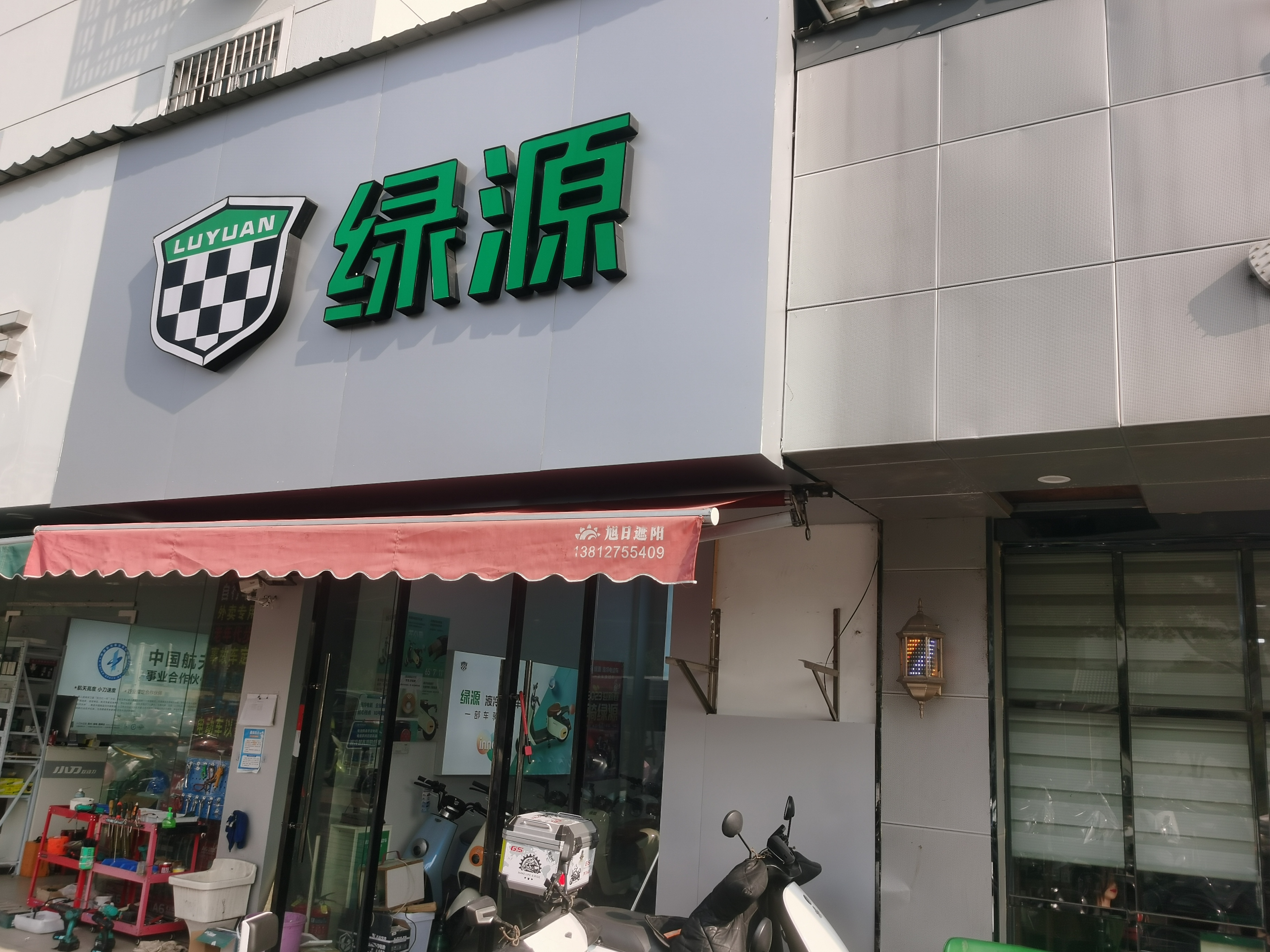
位于江苏省苏州市的一家绿源专卖店

截至2022年6月30日，绿源集团在浙江、山东及广西设有三个生产基地，同时為行業中率先將自動運輸系統及自動焊接機器人引入電動兩輪車生產過程的公司之一。截至2021年年底，年产能为210万台。新建的廣西工廠與東南亞市場鄰近，因而更有助于海外市场扩张。为了扩大产能，绿源集团的资产负债率大幅攀升，主要是因为建设广西工厂和浙江工厂智能厂房等扩张业务而增加的借款所致。
绿源在中国大陆共有超過1000個经销商及超過9200個终端门店，同时在包括歐盟及東南亞的44个海外国家和地区销售。在泰國和菲律賓市场还推出了一些迎合當地需求的產品型號。该公司还在天貓及京東等主流電子商務平台設立自營旗舰店，2022年双十一期间，绿源电动车以超过亿元的销售额，获得中国大陆电商平台电动自行车热卖榜第一名。2021年，绿源集团的电动两轮车销量为194.77万辆，按弗若斯特沙利文报告，其销量在中国大陆排名第六，市场占有率不到4%。截至2022年11月，绿源液冷电动车销量突破600万辆，被弗若斯特沙利文授予“全球液冷电机开创者”、“绿源液冷电动车累计销量600万台”的两项认证。

### 市场营销
绿源集团除通过傳統媒體渠道（如廣告牌、印刷廣告以及電視及互聯網廣告）进行宣传外，自2021年起开始在高鐵列车投放廣告。公司曾先后邀请田亮、闫妮、王力宏担任品牌代言人。另外公司先后赞助《脱口秀大会》、《向往的生活》、《嗨放派》等综艺節目及電視劇，使其提高品牌知名度。
2009年，中国内地两轮电动车行业打起品牌营销战。当年，爱玛签约艺人周杰伦，凭借“代言人、渠道下沉、性价比”等策略，爱玛在2010年销售了220万辆电动车，成为行业第一品牌。另一巨头雅迪也在2010年销售了200万辆两轮电动车。但绿源在营销上出现缺陷，2009年销量仅为65万台。

## 荣誉
绿源集团曾先后获得多个奖项和荣誉，包括“浙江省省級高新技術企業研究開發中心”（2005年）、“浙江省省級企業技術中心”（2009年）、“浙江省省級企業研究院”（2012年）、“中国驰名商标”（2015年）、“知識產權優勢企業”（2015年）、“浙江省高新技術企業”（2018年）、“中國電動自行車行業十強企業”（2019年、2022年）、“中國合格評定國家認可委員會實驗室”（2019年）、中國輕工業聯合會“科學技術進步獎（一等獎）”及“中國輕工業二百強企業”（2022年）等。

## 事件
2022年3月15日，中央广播电视总台3·15晚会曝光，一家绿源专卖店工作人员可以利用技术手段解除电动自行车的速度限制，这一手段称为“解码”。而经过“解码”后的电动车可以超过《电动自行车安全技术规范》国家标准25公里/小时的规定值。晚会播出后，绿源电动车相关负责人表示，已就部分经销商的相关行为展开调查，并对所有经销商门店进行排查，同时再次向经销商发出通知，严禁门店修改出厂设置，违者将作出严厉处罚。而绿源电动车的工厂从未生产过任何解码装置，也没有向经销商提供过类似解除限速的解码装置。后续将加强防篡改技术升级，同时加强对终端门店的管理。